# 请教机长
《请教机长》（Cockpit Confidential）是一本作者为帕特里克•史密斯（Patrick Smith）的图书，英文原名为“Cockpit Confidential: Everything You Need to Know About Air Travel: Questions, Answers & Reflections”（《驾驶舱机密：航空旅行必备知识：问题、答案与思考》），“请教机长”为中文译名。
本图书介绍了基础航空原理和航空器的机械构造等信息，以及一些飞行过程中令人不安而实际安全的情况，作者空中生涯的经历，空难与航空公司等等。

## 主要内容
介绍飞机如何飞行，揭秘飞行员的工作，让读者了解飞行员的训练过程、日常工作状态以及他们在飞行中所承担的责任。介绍了乱流，飞行员训练等话题，纠正大众对飞行安全的一些误解，比如说明飞机的安全性很高，即使高空双发故障也能滑翔一定距离，还介绍飞机应对闪电等情况的原理。
讲述现代机场拥堵、航班延误等问题背后的真实原因，分析机场运营的物流和管理等方面内容；作者还澄清关于机舱空气和驾驶舱自动化的常见误区，例如解释限制乘客使用手机等电子设备的真正原因。
从专业角度看待恐怖主义对航空业的影响，探讨机场安保措施的必要性和实际效果。探讨了涉及机票价格、座位选择困扰以及航空公司客户服务的缺陷等内容，帮助乘客更好地理解航空服务，提升旅行体验。
详细介绍了不同航空公司的特色和文化，让读者了解航空公司背后的故事和行业特点。

## 赞誉和评价
在Amazon上该书获得4.3星评分，有读者认为作者以幽默且通俗易懂的方式介绍了航空知识，让读者对飞行有了更深入的了解，是一本兼具趣味性与知识性的好书。
1. 1 2 3  .